# 皇學館大学佐川記念神道博物館
皇學館大学佐川記念神道博物館（こうがっかんだいがく さがわきねん しんとうはくぶつかん、英語: The Museum of Shinto and Japanese Culture, Kogakkan University）は、三重県伊勢市にある、皇學館大学の運営する博物館。日本で唯一の神道を専門とする博物館である。
神道の基本行事である祭祀を展示の中核としている。

## 博物館概要
法的には博物館法の適用を受けない「博物館類似施設」であるが、学校法人皇學館では、同法で定める「登録博物館」に準じる「博物館相当施設」への移行を目指して準備を行っている。三重県博物館協会会員である。
神道と神社の紹介を通して日本の文化を分かりやすく伝えることを目的に、皇學館大学が設置した博物館である。神宮を中心に、伊勢神宮と皇學館大学のある伊勢及びその周辺地域の資料をも収集して紹介を行っている。大学附属の博物館として皇學館の歴史や精神を紹介するコーナーも設けている。大学基準協会は「神道の精神を生かした組織であり、学問的にも、社会的にも評価できる内容である。」と評価する一方、学術資料が博物館や附属図書館などに分散して保存されていることから、「一元管理と適切な保管のシステムの確立が望まれる。」としている。

### 運営
博物館は、学長・学部長・常任理事・事務局長・附属図書館長・附属研究所長で構成される「皇學館大学神道博物館運営委員会」が運営する。実務は、任期2年の館長（文学部教員から選任）および学芸員1名と事務員1名が行う。2018年（平成30年）現在の館長は、教授の大島信生。このほか学内から選任する専門委員と学外から選任する研究嘱託がより専門的な調査・研究を行う。
博物館学芸員の資格取得を目指す皇學館大学の学生向け基礎実習が神道博物館で実施されており、4年次の学生は「卒業展示」として自ら展覧会の企画運営を行う。卒業展示は毎年11月に開催され、学生が展示の解説を行う。

## 歴史
組織としての神道博物館は1989年（平成元年）4月1日に設置された。その後、開館準備が進められ、皇學館創設110周年・皇學館大学再興30周年記念として1992年（平成4年）10月26日に開館した。一般公開は同年11月1日からである。
2012年（平成24年）10月21日放送の日本テレビ系列の紀行番組『遠くへ行きたい』では、伊勢・鳥羽を旅するデンジャラスのノッチが神道博物館を訪れ、皇學館大学教授の櫻井治男から神饌の説明などを受けた。

## 展示
博物館の建物は鉄筋コンクリート構造2階建てで、1988年（昭和63年）7月25日に完成した。1階には教育・研究機能と博物館管理機能のみで、2階で展示を行っている。
施設配置
| 階  | 設備                                                                           | 床面積（m2） |
| 2階 | 第1展示室・第2展示室・ロビー展示室・皇學館ギャラリー・収蔵庫・工作室           | 848.72       |
| 1階 | 事務室・館長室・神道研究所・学芸員室・講義室・会議室・貴賓室・共同研究室・書庫 | 970.05       |

「第1展示室」では神社祭祀、「第2展示室」では伊勢歌舞伎資料と浜地文平収集考古資料で構成される郷土資料、「ロビー展示室」では神饌、「皇學館ギャラリー」では皇學館と大学に関する展示を行っている。

## 利用案内
- 開館時間：9時 - 16時（土曜日は12時まで、JST、最終入館は閉館30分前まで）[2]
- 休館日：日曜日・祝日・大学休業日・伊勢神宮神嘗祭（10月17日）・年末年始[2]
- 入館料：無料[2]

### 講座
「神道博物館教養講座」として社会人を対象に年4回・定員80名の講座を実施している。定員割れになることがあり、博物館では広報の強化を推進する方針である。

## 刊行物
皇學館大学佐川記念神道博物館館報
神道博物館の事業報告を中心に、関連する研究論文も掲載する。1989年（平成元年）に創刊した、年1回発行の定期刊行物。『皇學館大學神道博物館館報』として創刊し、『皇學館大学神道博物館館報』に字体を改めた後、『皇學館大学佐川記念神道博物館館報』に改名した。
皇學館大学神道博物館教養講座講演録
『日本の神々』の題名で皇學館大学出版部から3冊刊行されている。

## 周辺
神道博物館のある倉田山地区は伊勢の文教地区である。
- 神宮文庫
- 皇學館大学・高等学校・中学校
- 三重県立伊勢高等学校
- 神宮徴古館・農業館・美術館
- 皇大神宮別宮 倭姫宮

### 交通
- 近鉄山田線・同鳥羽線宇治山田駅より
  - 三重交通バス・伊勢二見鳥羽周遊バス（CANばす）「徴古館前」下車、徒歩約2分または「皇学館大学前」下車、徒歩約5分[19]。
- 三重県道37号鳥羽松阪線（御幸道路）沿い[4]。公式サイトでは駐車場はないとしている[20]が、三重県庁のサイト内では約10台の駐車場があると紹介されている[19]。